# Pomjan
Pomjan – wieś w Słowenii, w gminie miejskiej Koper. 1 stycznia 2018 liczyła 182 mieszkańców.